# Nucli antic de Puigpelat
El Nucli antic de Puigpelat és el nucli històric medieval de Puigpelat (Alt Camp), un conjunt protegit com a Bé Cultural d'Interès Local.

## Descripció
El municipi de Puigpelat està situat al centre de la comarca, entre els rius Gaià i Francolí, prop del barranc de Vallmoll, i al costat de Bràfim, Alió, Valls, Vilabella i Nulles. Es troba a 252 metres d'altitud. Els edificis del nucli es distribueixen en petits carrers que segueixen la morfologia del terreny. A l'oest es troba l'església parroquial. El centre del nucli és la part més interessant, degut a la tradició arquitectònica popular que presenten les seves cases.

## Història
L'origen del poble no es gaire conegut però s'han trobat restes romanes de viles i sepulcres. Apareix per primera vegada anomenat l'any 1286 com a possessió de la comanda hospitalera de Vallmoll, possessió que es perllonga fins al 1831. Al segle xviii experimentà un creixement demogràfic; al final d'aquest segle i per manament de l'arquebisbe Santiyán i Armanyá es refà l'aqüeducte romà, amb la finalitat de portar l'aigua de la mina de Puigpelat a Tarragona.
El segle xix patí diverses oscil·lacions demogràfiques i durant el segle xx va experimentar una caiguda de la població.